# 24.ª División Antiaérea
La 24ª División Antiaérea (24. Flak-Division) fue una unidad militar de la Luftwaffe durante la Segunda Guerra Mundial.

## Historia
Formada en diciembre de 1943 en Viena-Kobenzl desde el Estado Mayor/16.º Brigada Antiaérea, para las defensas antiaéreas en Viena y el Danubio. Se rindió en mayo de 1945.

## Comandantes
- Mayor general Fritz Grieshammer – (23 de diciembre de 1943 – mayo de 1945)

### Jefes de Operaciones (Ia)
- Mayor Arnold Weigert – (? – mayo de 1945)

## Orden de Batalla
Organización del 1 de enero de 1944:
- 28.º Regimiento Antiaéreo (o) (Grupo Antiaéreo Viena Oeste)
- 76.º Regimiento Antiaéreo (o) (Grupo Antiaéreo Bruck/Mur)
- 88.º Regimiento Antiaéreo (o) (Grupo Antiaéreo Wiener-Neustadt)
- 98.º Regimiento Antiaéreo (o) (Grupo Antiaéreo Viena Norte)
- 184.º Regimiento Antiaéreo (o) (Grupo Antiaéreo Böhmen) en Pilsen
- 1.º Regimiento de Proyectores Antiaéreos (o) (Grupo Antiaéreo Linz/Oberdonau)
- 6.º Regimiento de Proyectores Antiaéreos (v) (Grupo de Proyectores Antiaéreos Viena)
- 144.º Batallón Aéreo de Comunicaciones

El Regimiento Antiaéreo z.b.V. al Sur de Viena se unió a la división en enero de 1944, y como el 102.º Regimiento Antiaéreo (Grupo Antiaéreo Viena Sur) en febrero de 1944.
En junio de 1944 el 1.º Regimiento de Proyectores Antiaéreos (o), 88.º Regimiento Antiaéreo (o) y el 98.º Regimiento Antiaéreo (o) deja la división por la nueva 7.º Brigada Antiaérea.
Organización del 1 de julio de 1944:
- 28.º Regimiento Antiaéreo (o) (Grupo Antiaéreo Viena Oeste)
- 76.º Regimiento Antiaéreo (o) (Grupo Antiaéreo Bruck/Mur)
- 102.º Regimiento Antiaéreo (o) (Grupo Antiaéreo Viena Sur)
- 184.º Regimiento Antiaéreo (o) (Grupo Antiaéreo Böhmen) en Pilsen
- 6.º Regimiento Antiaéreo de Proyectores (v) (Grupo de Proyectores Antiaéreos Viena)
- 144.º Batallón Aéreo de Comunicaciones

El 98.º Regimiento Antiaéreo (o) retorna a la división en julio de 1944, mientras la 76.º Regimiento Antiaéreo (o) deja la 7.º Brigada Antiaérea; 184.º Regimiento Antiaéreo (o) deja la división en agosto de 1944.
Organización del 1 de octubre de 1944:
- 28.º Regimiento Antiaéreo (o) (Grupo Antiaéreo Viena Oeste)
- 102.º Regimiento Antiaéreo (o) (Grupo Antiaéreo Viena Sur )
- 98.º Regimiento Antiaéreo (o) (Grupo Antiaéreo Viena Norte)
- 6.º Regimiento de Proyectores Antiaéreos (v) (Grupo de Proyectores Antiaéreos Viena)
- 144.º Batallón Aéreo de Comunicaciones

El 63.º Regimiento Antiaéreo (o) se unió a la división en noviembre de 1944.
Este se rindió en Viena en mayo de 1945, después de fuertes pérdidas (combate en tierra).
Subordinado por el XVII Comando Aéreo Administrativo, y desde febrero de 1945 por el V Cuerpo Antiaéreo.